# Sorbey (Moselle)
Sorbey (Duits:Sorbach is een gemeente in het Franse departement Moselle in de regio Grand Est en telt 895 inwoners (1999).

## Geschiedenis
De gemeente maakte deel uit van het kanton Pange in het arrondissement Metz-Campagne tot op 22 maart 2015 beide werden opgeheven. Sorbey werd opgenomen in het nieuwgevormde kanton Le Pays Messin, dat onderdeel werd van het arrondissement Metz.

## Geografie
De oppervlakte van Sorbey bedraagt 5,6 km², de bevolkingsdichtheid is 60,4 inwoners per km² en de gemeente telt 338 inwoners (2004).
De onderstaande kaart toont de ligging van Sorbey (Moselle) met de belangrijkste infrastructuur en aangrenzende gemeenten.

## Demografie
Onderstaande figuur toont het verloop van het inwonertal (bron: INSEE-tellingen).